# قرار مجلس الأمن التابع للأمم المتحدة رقم 683
قرار مجلس الأمن التابع للأمم المتحدة رقم 683، المعتمد في 22 كانون الأول / ديسمبر 1990، بعد التذكير بالقرار 21 (1947) الذي وافق على إقليم الوصاية للجزر الخاضعة للانتداب الياباني (المعروف منذ ذلك الحين باسم إقليم الوصاية لجزر المحيط الهادئ) وكذلك الفصل الثاني عشر من ميثاق الأمم المتحدة الذي أنشأ نظام الوصاية التابع للأمم المتحدة، قرر المجلس أنه في ضوء دخول اتفاقات المركز الجديدة لولايات ميكرونيزيا الموحدة وجزر مارشال وجزر ماريانا الشمالية حيز النفاذ، فقد تم إنجاز أهداف اتفاق الوصاية وبالتالي إنهاء اتفاقية الوصاية مع تلك الكيانات.
كما أعرب المجلس عن أمله في أن يتمكن شعب بالاو، الذي لم يكمل المفاوضات بعد، من ممارسة حقه في تقرير المصير بحرية، كما فعلت الدول المذكورة أعلاه بالفعل. وفي الوقت نفسه، رحب المجلس بتأكيد السلطة القائمة بالإدارة بأنها ستساعد حكومة بالاو في بلوغ وضعها النهائي في تحديد توجهها في المستقبل.
تم اعتماد القرار بأغلبية 14 صوتًا، مع تصويت كوبا ضد القرار، مشيرة إلى أنها شعرت أن المجلس لم يضطلع بمسؤولياته بشكل صحيح. وقال الممثل الكوبي إنه كان ينبغي أن يمنح سكان الأقاليم المعنية فرصة لشرح أسباب عدم رغبتهم في أن يتخذ المجلس الإجراء الذي اتخذه.

## روابط خارجية
- نص القرار في undocs.org